# Paul Zaloom
Paul Finley Zaloom (Garden City, Long Island, 14 de desembre de 1951) és un actor i titellaire estatunidenc, conegut arreu pel personatge de Beakman, al programa El món d'en Beakman, emès a nivell internacional a diferents televisions durant la dècada del 1990.
Ha participat en dues pel·lícules: In Smog and Thunder: the Great War of the Californias (2003) i Dante's Inferno (2007).